# Olympia Centre
L'Olympia Centre est un gratte-ciel de Chicago construit en 1986 et mesurant 221 mètres pour 63 étages.
C'est un bâtiment à usage mixte composé de bureaux dans la partie inférieure du bâtiment et de résidences dans la partie supérieure. Il a été conçu par Skidmore, Owings and Merrill, et culmine à 221 m. L'extérieur est en granite suédois acheminé depuis l'Italie.
La construction a débuté en 1981 pour s'achever en 1986. Le gratte-ciel est divisé en trois zones : une zone de vente au détail occupée par Neiman Marcus, un espace tertiaire et enfin des appartements privés entre les 24e et 63e étages.